# Katharine Cornell
Katharine Cornell, född 16 februari 1893, död 9 juni 1974, var en amerikansk skådespelare. Cornell var en av USA:s ledande scenkonstnärer; bland annat var hon en ypperlig Shaw-tolkare.

## Teater

### Roller
| År   | Roll                         | Produktion                               | Regi              | Teater                        |
| ---- | ---------------------------- | ---------------------------------------- | ----------------- | ----------------------------- |
| 1955 | Grevinnan Rosmarin Ostenburg | The Dark Is Light Enough Christopher Fry | Guthrie McClintic | ANTA Playhouse, New York, USA |